# 应县文物保护单位
应县文物保护单位是根据《中华人民共和国文物保护法》的规定，由山西省应县人民政府公布的县级文物保护单位。2000年3月，应县公布了9处县级文物保护单位。
2010年12月17日应县人民政府发布《应县人民政府关于公布广盈仓等92处古建筑为县级文物保护单位的通知》，公布了92处县级文物保护单位，名单不详。2018年7月22日，应县人民政府将曹汝谦故居纳入县级文物保护单位。
舍利塔已入选第六批全国重点文物保护单位，登录名为净土寺。内长城是全国重点文物保护单位长城的一部分。

## 列表
升级的不再列出。
| 名称               | 编号 | 分类                       | 年代       | 地址 | 公布时间  | 图像 |
| ------------------ | ---- | -------------------------- | ---------- | ---- | --------- | ---- |
| 烈士纪念塔         |      | 近现代重要史迹及代表性建筑 | 1948年     |      | 1995年5月 |      |
| 边耀新石器文化遗址 |      | 古遗址                     | 新石器时代 |      | 1995年5月 |      |
| 司马镇遗址         |      | 古遗址                     | 五代       |      | 1995年5月 |      |
| 文殊寺             |      | 古建筑                     | 清         |      | 1995年5月 |      |
| 殊海寺             |      | 古建筑                     | 清         |      | 1995年5月 |      |
| 永镇寺             |      | 古建筑                     | 清         |      | 1995年5月 |      |
| 大安寺             |      | 古建筑                     | 元         |      | 1995年5月 |      |